# فطيرة الكيش
الكيشة أو الكيش (بالإنجليزية: Quiche) هي طبق من المطبخ الفرنسي، وتعتبر أحد أنواع أكلة التارت والفلان التي تتسم بطعم أومامي، اللاذع بشكل لطيف. تتكون الأكلة بشكل أساسي من طبقة عجين مخبوزة مجوفة محشوة بالبيض، والحليب أوالقشطة، والجبن، واللحم، و المأكولات البحرية أو الخضروات. يمكن تقديم أكلة الكيش ساخنة أو باردة. على الرغم من أن طبق الكيش من المطبخ الفرنسي أساساً، إلا أن الوجبة ذات شعبية في بلدان أخرى، وبشكل خاص في المناسبات.

## نظرة عامة

### أصل الكلمة

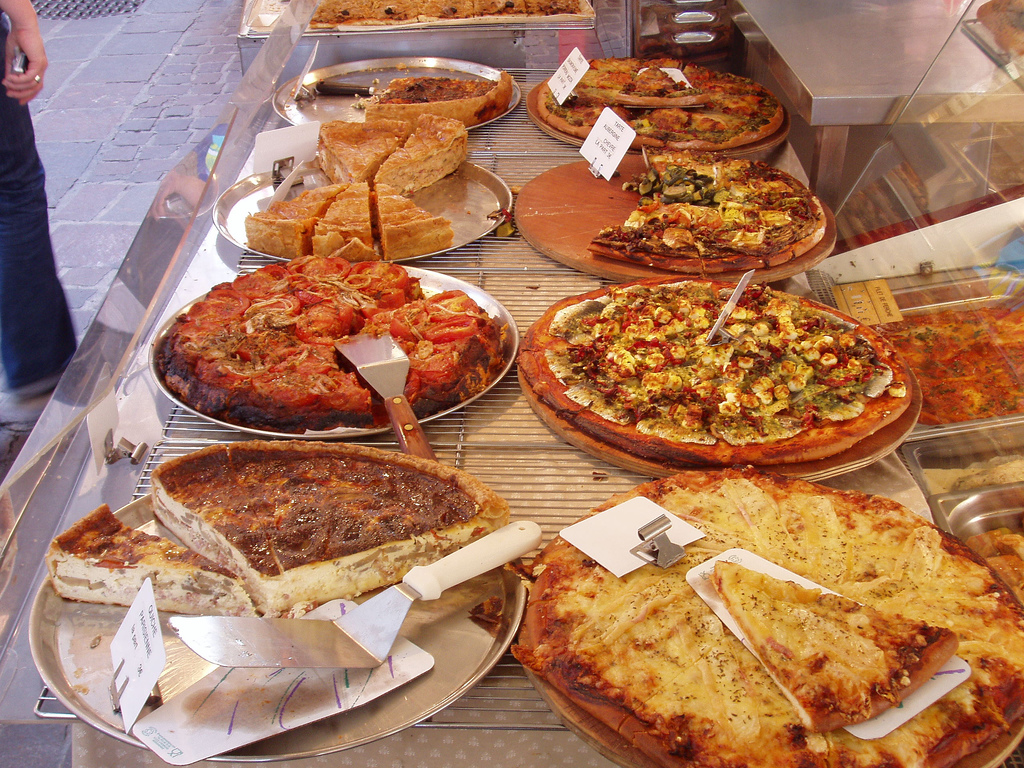
مجموعة من أطباق التارت، بالإضافة للكيش في أسفل اليسار.

عُرفت الكلمة بشكل مبدئي في الفرنسية في عام 1805، وفي 1605 بلغة اللورين العامية. أما أول استخدام في اللغة الإنجليزية فكان «كيش لورين: quiche Lorraine»  في جريدة  إنديانا إيفننغ في عام 1925. لايوجد معلومات كبيرة عن أصل الكلمة بشكل مؤكد ولكن قد تكون عائدة إلى الألمانية من الكلمة Kuchen والتي تعني «كعك» أو «تارت».

### التاريخ
يعتبر الكيش طبقاً فرنسياً، لكن فكرة استخدام البيض والقشطة جائت منالمطبخ الأنجليزي في بدايات القرن الرابع عشر، والمطبخ الإيطالي على الأقل في بدايات القرن الثالث عشر. وصفات البيض والقشدة المضمنة  في المعجنات التي تحتوي على اللحوم والأسماك والفواكه أُشير إليها باسم «الخبز المجوف ذو اللحم: Crustardes of flesh»، أو «الخبز المجوف: Crustardes» في القرن الرابع عشر في مخطوطة وصفات الطبخ: طرق الطبخ (The forme of cury). وفي القرن الخامس عشر في كتب الطبخ الأخرى، مثل كالإيطالية (Libro de arte coquinaria).

## أصناف
الكيش يكون عادة مكون من عجين مجوف مخبوز مملوء بالبيض والحليب والقشطة، ويمكن أن يحتوي على الخضار واللحم والمأكلوات البحرية.

### كيش لورين
كيش لورين (مسمى على منطقة لورين في فرنسا) هو صنف مشهور من الكيش حيث يتكون أساساً من فطيرة مجوفة مع البيض والقشدة واللاردون. في البلدان الناطقة باللغة الإنجليزية، طرق تحضير الطبق الحديثة عادة ما تشمل الجبن القاسي  (غالباً يستخدم جبن شيدر في بريطانيا)، ويستبدل اللاردون، بـلحم الخنزير المقدد.

### أصناف أخرى

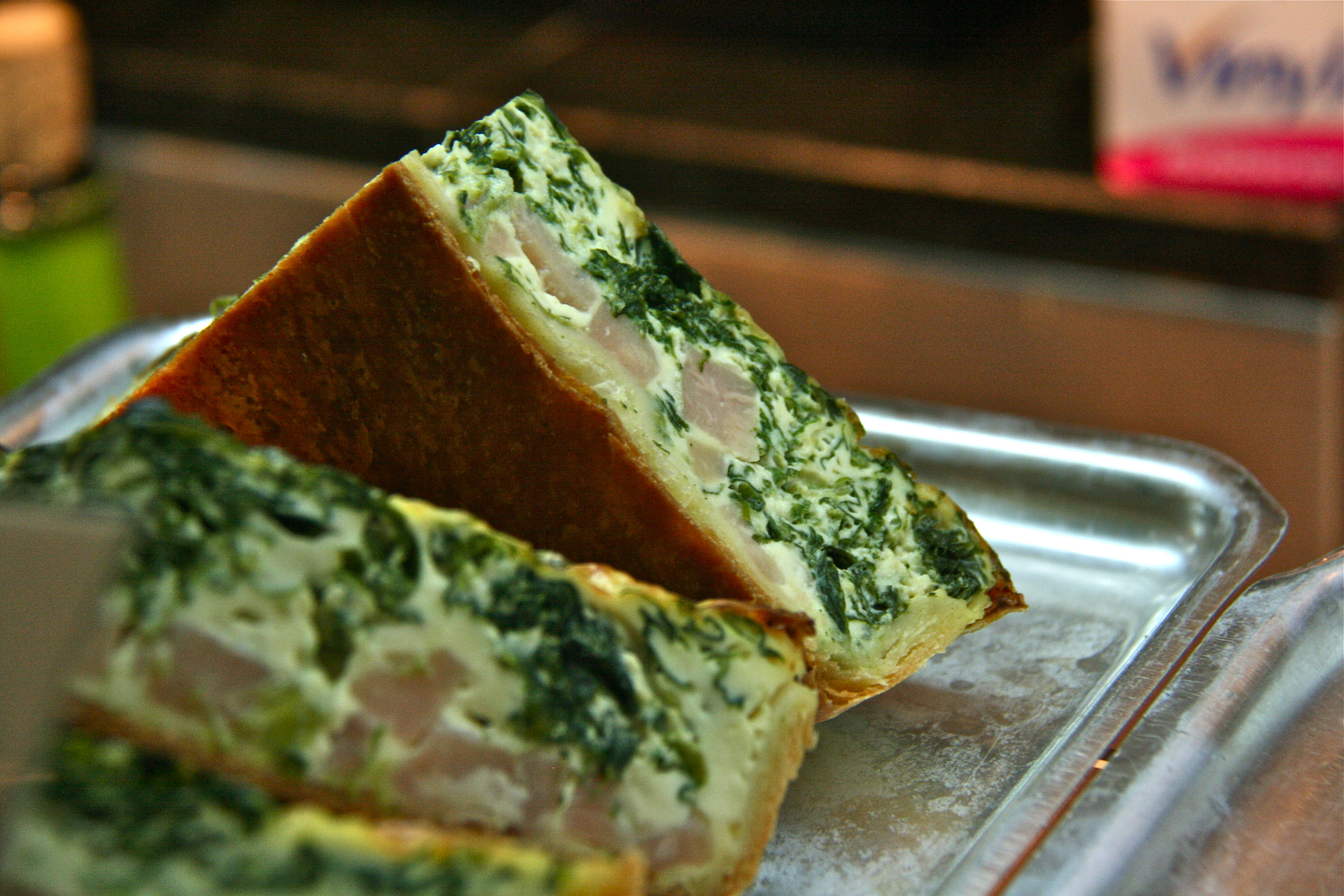
كيش بالسبانخ

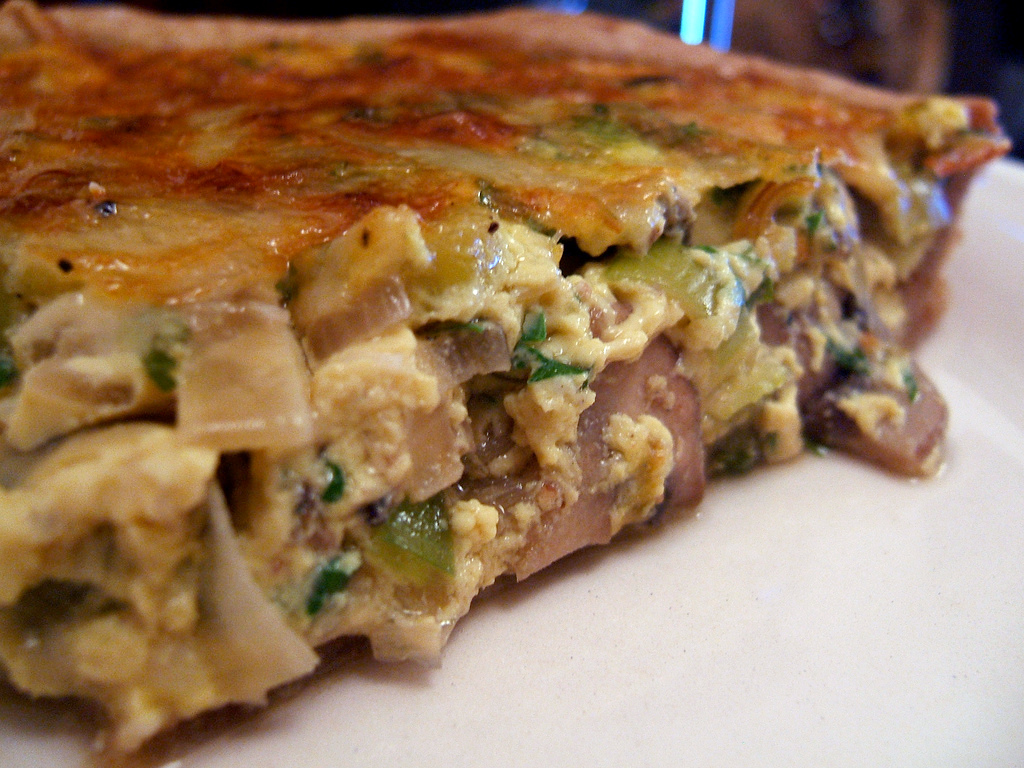
كيش بالفطر والكراث

هناك العديد من الأصناف لطبق الكيش، باستخدام مجموعة متنوعة من المكونات. غالباً في فرنساً تكون تسمية أصناف الكيش بشكل وصفي مثلاً، كيش الجبنة: quiche au fromage و كيش المشروم (عيش الغراب): quiche aux champignons، أو تسمى بشكل تقليدي وتعرف على أنها صنف من الكيش مثل فلورنتين: florentine (وهو كيش بالسبانخ) وبروفينكالي: provençale (وهو كيش بالطماطم).

## معرض صور

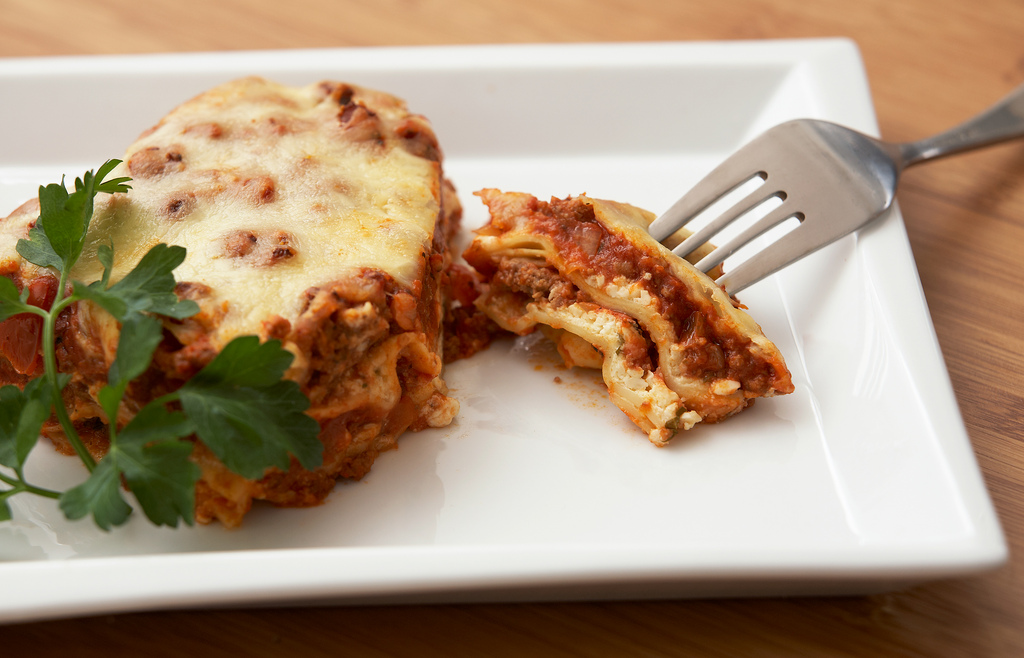
لازانيا
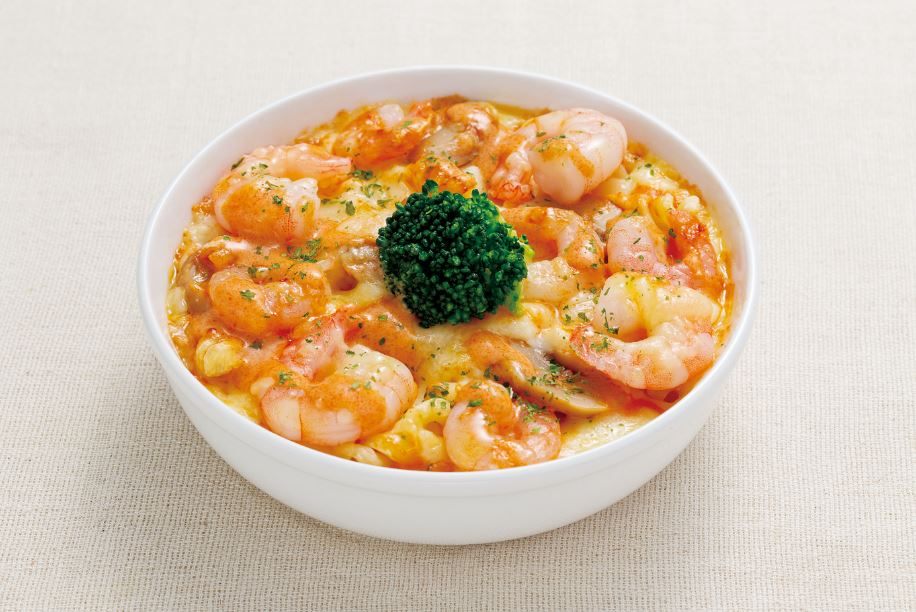
غراتان الروبيان
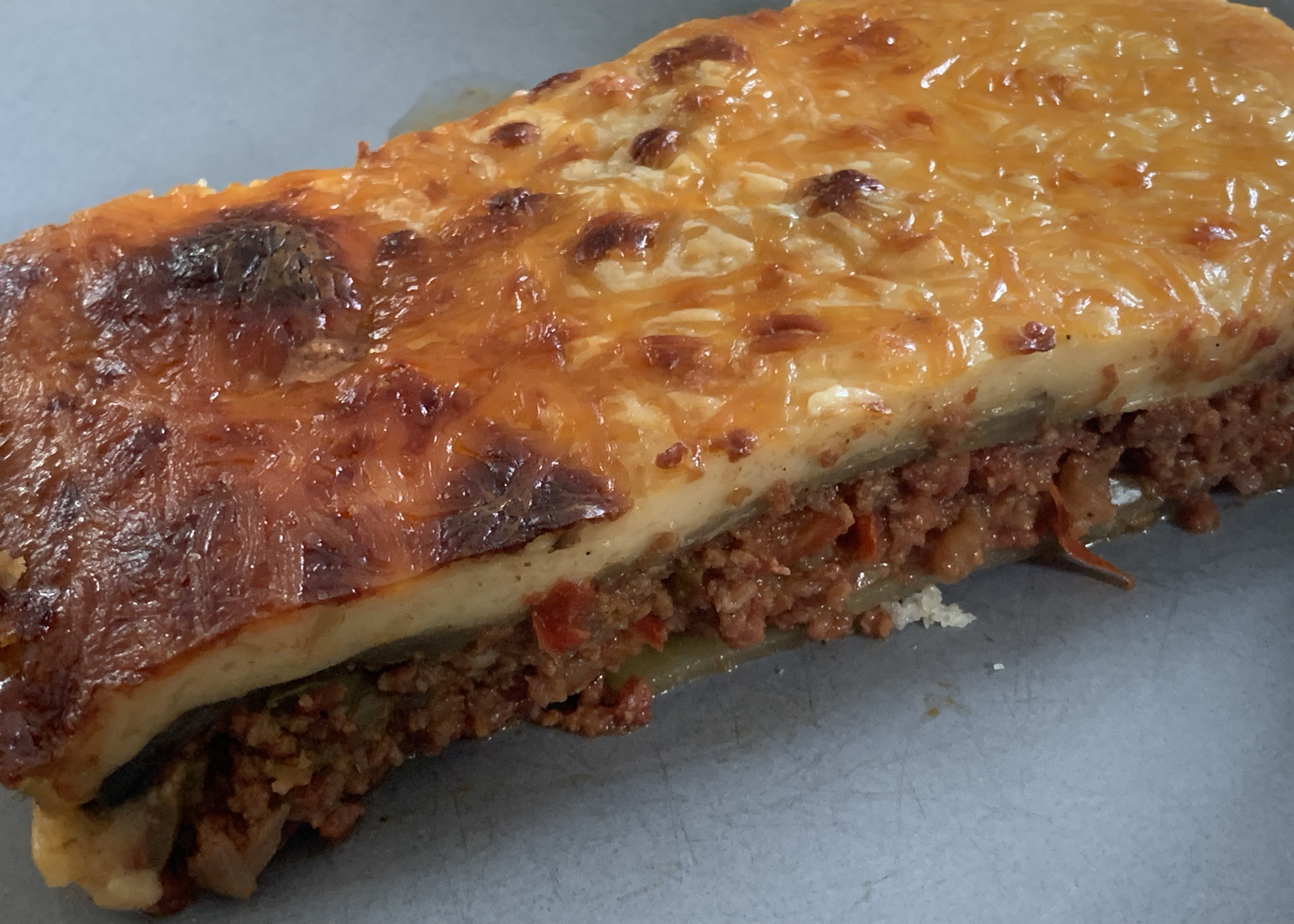
مسقعة الشيف مع غراتان البشاميل
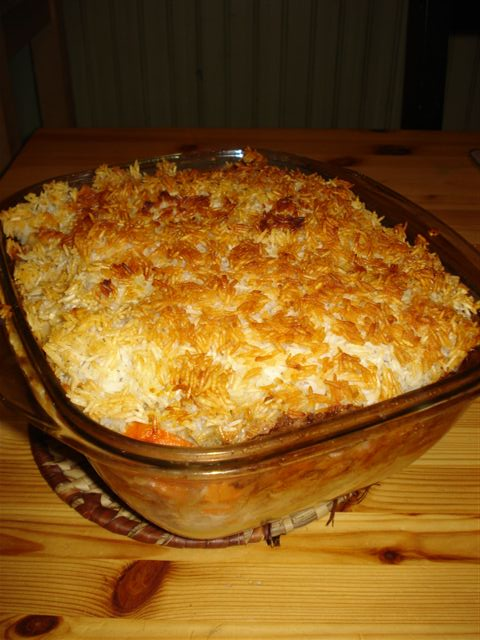
طبق جيلي بودنغ، المصنوع من اللحم المفروم والجزر والأرز وصلصة البشاميل
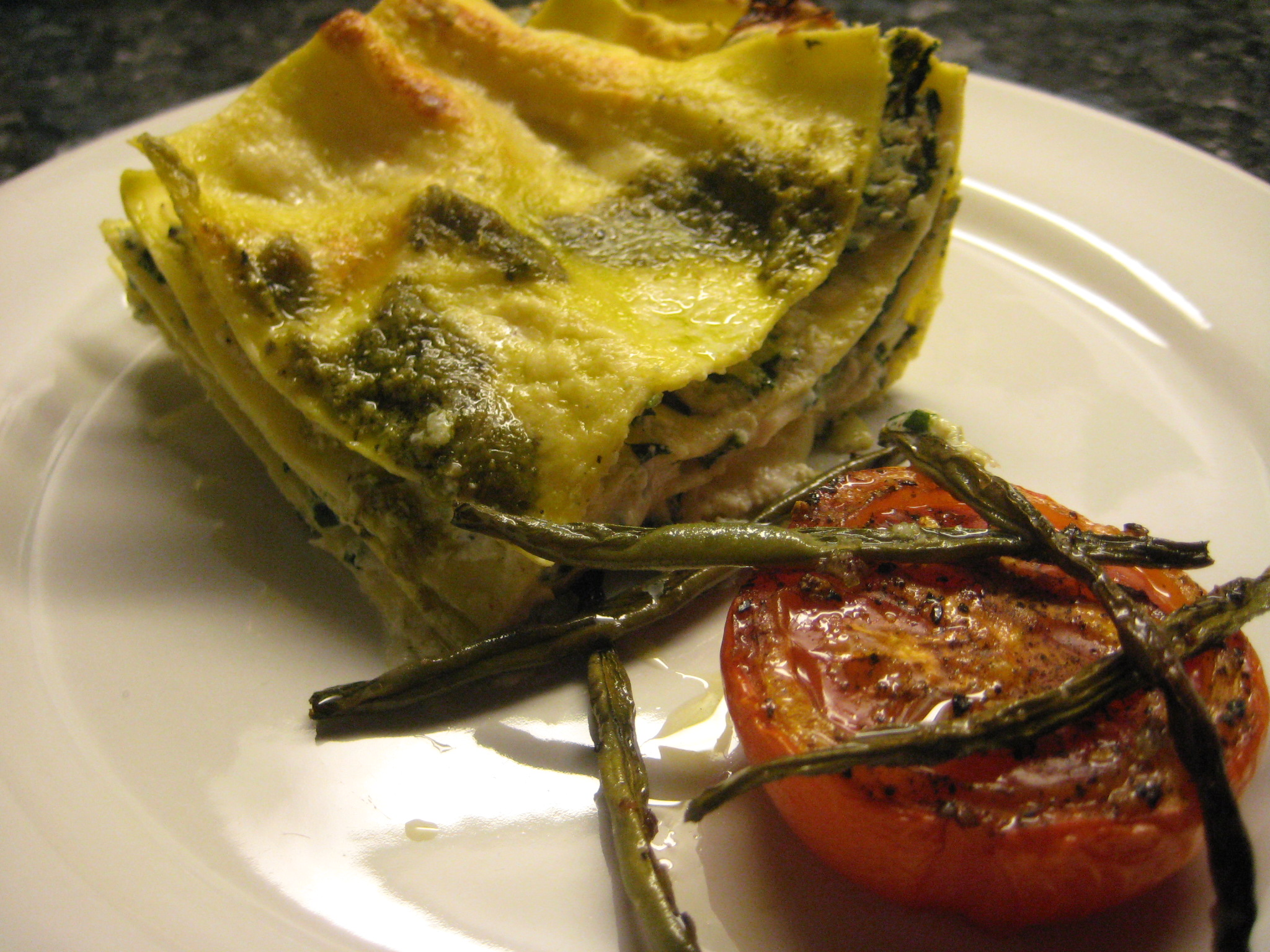
غراتان أذن الحمار باللازانيا
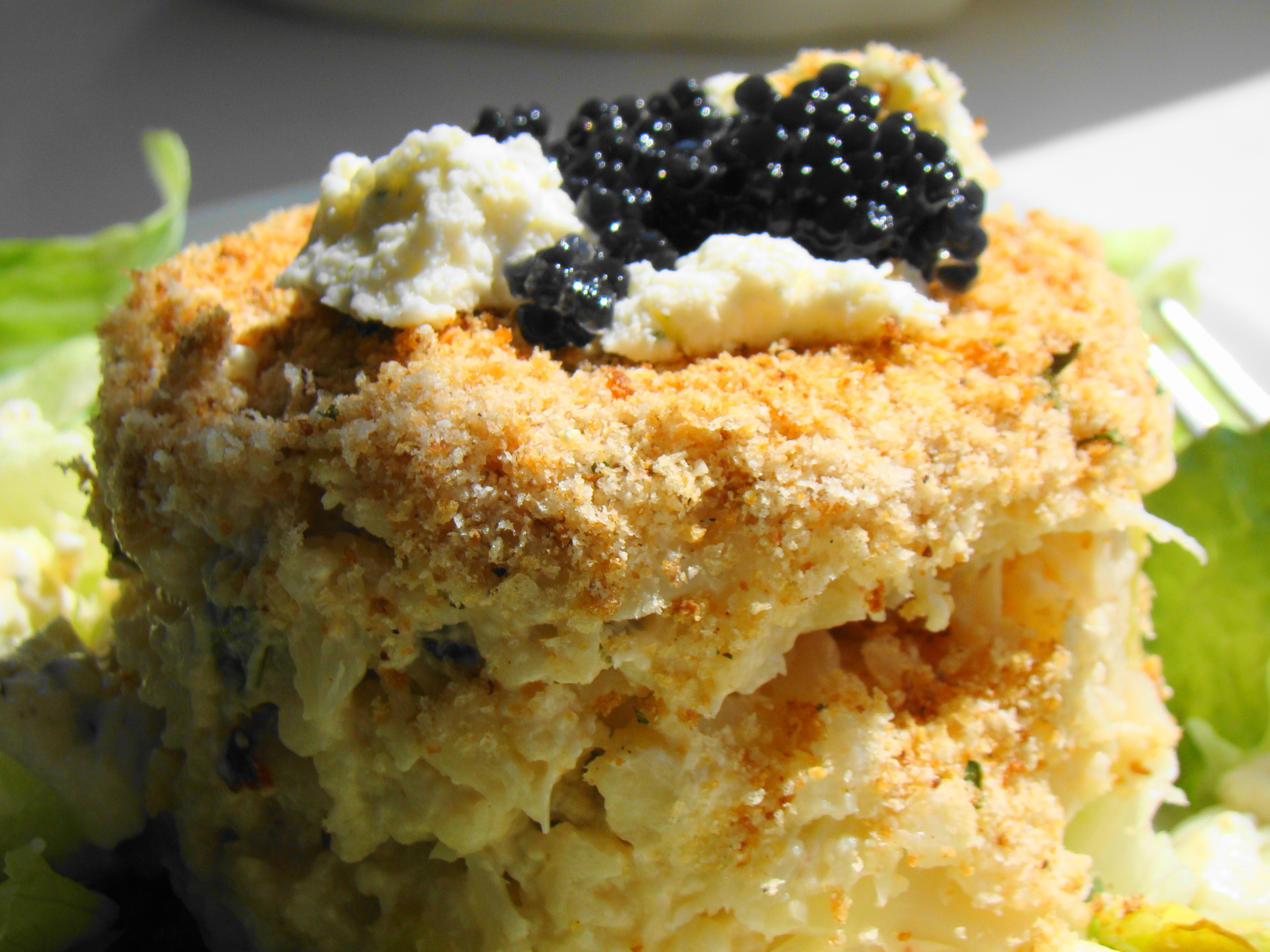
القرنبيط المقلي مع جبنة جورجنزولا والتوفو.
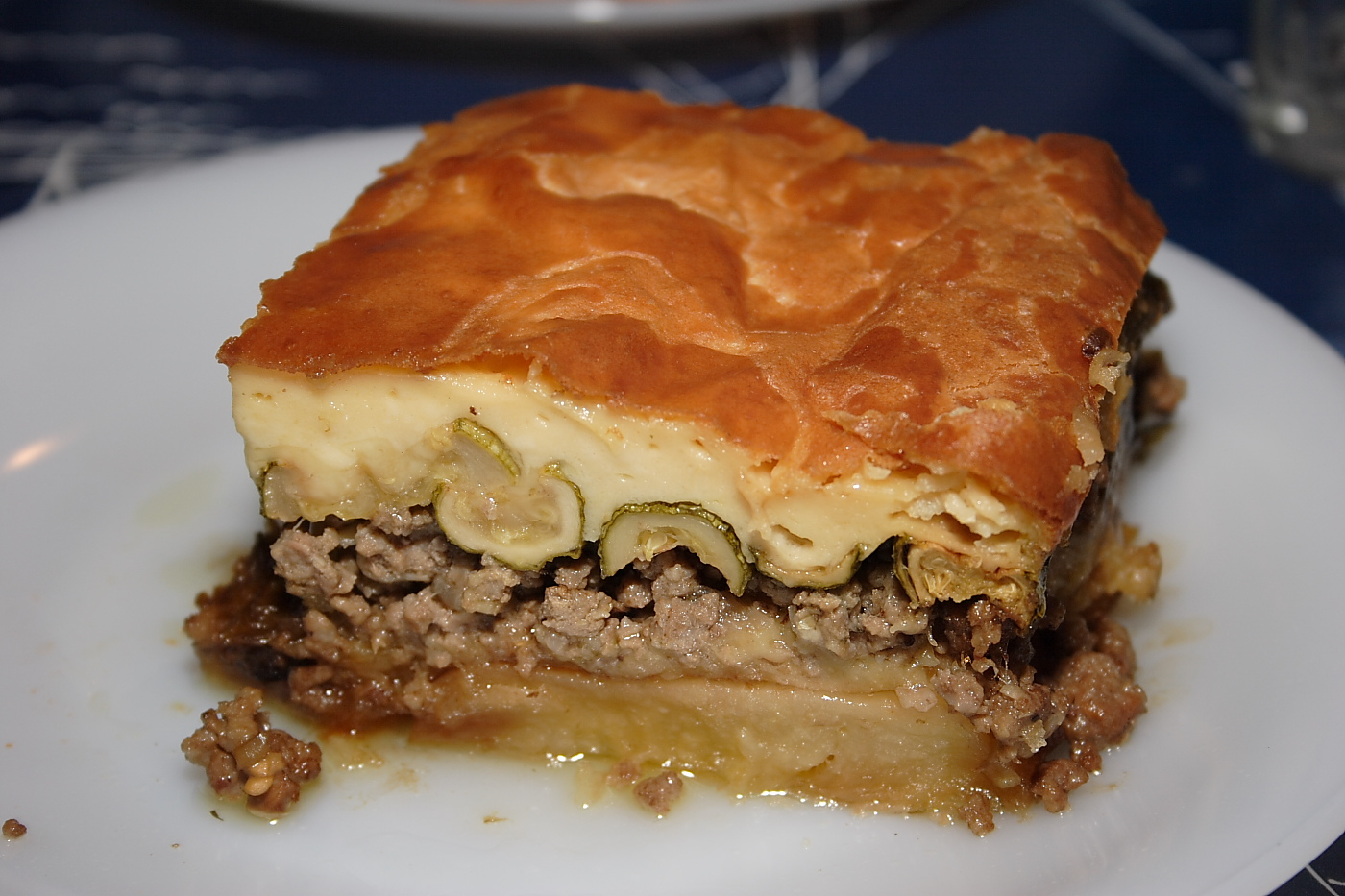
مسقعة المعروفة بالمغمو أو التبسي. مصنوعة من البطاطا والكوسا
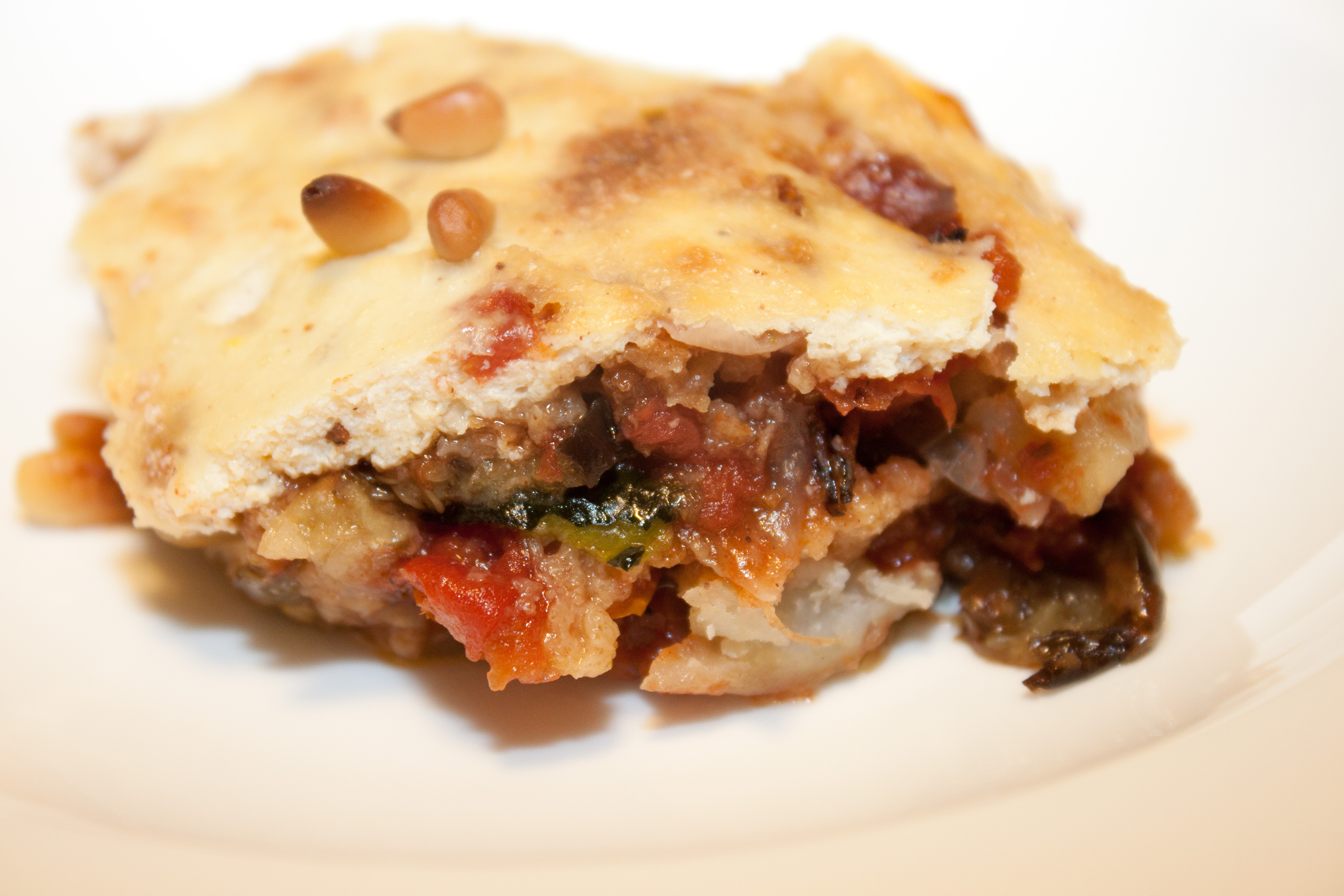
مسقعة البذانجان والبطاطا

## مزيد من القراءة
- أنجي، E., & Aratow, P. (2005). La bonne cuisine de Madame E. Saint-Ange: الأصلي رفيق الفرنسية الطبخ في المنزل. بيركلي: عشرة سرعة الصحافة.
- ناثان ج. (2010). كويتش، Kugels والكسكس: بحثي عن اليهود الطبخ في فرنسا. نيويورك: Alfred A. Knopf
- "Quiche Origins, History & Recipes". Foodreference.com. مؤرشف من الأصل في 2019-06-10. اطلع عليه بتاريخ 2012-03-17.

## وصلات خارجية
- "French Food Culture and Recipes". France-property-and-information.com. مؤرشف من الأصل في 2017-04-12. اطلع عليه بتاريخ 2012-03-17.
- "Classic Quiche Lorraine". Cooks.com. مؤرشف من الأصل في 2020-10-04. اطلع عليه بتاريخ 2012-03-17.